# Andrej Bogoljubskij
Andrej Bogoljubskij (rusky Андре́й Ю́рьевич Боголю́бский; kolem 1111? – 29. června 1174) byl velikým knížetem Vladimirsko-suzdalského knížectví od roku 1157 až do své smrti.
Po smrti svého otce, kyjevského knížete Jurije Dolgorukého († 1154), se Andrej ujal vlády. V roce 1158 založil osadu Bogoljubovo nedaleko města Vladimir, které si zvolil za své hlavní město. 29. června 1174 ho spiklenci surově zavraždili v jeho ložnici. Kvůli své mučednické smrti byl později prohlášen za svatého.